# Journal of Research on Adolescence
Le Journal of Research on Adolescence est une revue universitaire et scientifique trimestrielle, fondée en 1991 et éditée par la société d'édition Wiley-Blackwell pour le compte de la Society for Research on Adolescence. La direction de ce périodique est assurée par Nancy G. Guerra, de l'université du Delaware. Le journal recouvre l'ensemble des domaines de recherche sur la période de l'adolescence en utilisant des « méthodes quantitatives et qualitatives appliquées au développement et au comportement cognitif, physique, émotionnel et social »,. En outre, selon une autre publication à périodicité trimestrielle, le Journal Citation Reports, cette revue possède un facteur d'impact — autrement dit le nombre de citations moyen de chacun des articles publiés — de 2.48 en 2015, le classant ainsi au 5e rang des 43 journaux répertoriés dans la catégorie dites des « Études familiales », ainsi qu'au 21e rang des 69 périodiques consacrés au domaine de la psychologie du développement. Ce taux de visibilité, variable selon les années, atteint, pour l'exercice 2016, 4.08.
De manière générale, cette revue a pour objectif de se concentrer sur deux périodes de développement : celle concernant l'adolescence proprement dite, soit une période recouvrant les âges allant de 10 à 18 ans ; mais également une seconde période, charnière avec l'âge adulte, allant de 18 à 22 ans.
Par ailleurs, cette revue trimestrielle, à diffusion internationale, fait partie des revues agréées par le Committee on Publication Ethics,.
L'une des dernières parutions de cette revue scientifique, publiée le 11 mars 2016, a eu pour champ d'étude et cadre de recherche les relations pouvant être établies entre l'adolescence et la justice sociale.

## Pour approfondir